# Calamata
Pronunciação
Calamata (em grego: Καλαμάτα; romaniz.: Kalamáta) é a segunda mais populosa cidade do Peloponeso, no sul da Grécia. É a capital da prefeitura da Messênia.